# Hemyda conopoides
Hemyda conopoides là một loài ruồi trong họ Tachinidae.